# Zeghaia
Zeghaia (em árabe: زغاية) é uma cidade e comuna localizada na província de Mila, Argélia. De acordo com o censo de 2008, a população total da cidade era de 17 638 habitantes.